# Liste des communes de la province de Flandre-Orientale
La liste alphabétique des communes de Belgique se situant en province de Flandre-Orientale.
| A - B - C - D - E - F - G - H - I - J - K - L - M - N - O - P - Q - R - S - T - U - V - W - X - Y - Z |

| Commune                                   | Ville | Arrondissement | Superficie | Population | Sections de la commune |
| ----------------------------------------- | ----- | -------------- | ---------- | ---------- | --- |
| Aalter                                    |       | Gand           | 81,92      | 19 000     | Aalter, Lotenhulle, Poucques, Bellem |
| Alost (Aalst)                             | Ville | Alost          | 78,12      | 77 000     | Alost, Gijzegem, Hofstade, Baardegem, Herdersem, Meldert, Moorsel, Erembodegem, Nieuwerkerken                                                                                                   |
| Assenede                                  |       | Eeklo          | 87         | 14 000     | Assenede, Bassevelde, Boekhoute, Oosteeklo |
| Audenarde (Oudenaarde)                    | Ville | Audenarde      | 68         | 28 000     | Audenarde, Bevere, Edelare, Eine, Ename, Heurne, Leupegem, Mater, Melden, Mullem, Nederename, Volkegem, Welden                                                                                  |
| Berlare                                   |       | Termonde       | 38         | 14 000     | Berlare, Overmere, Uitbergen |
| Beveren                                   |       | Saint-Nicolas  | 150        | 45 000     | Beveren, Doel, Haasdonk, Calloo, Kieldrecht, Melsele, Verrebroek, Vrasene |
| Brakel (Brakel)                           |       | Audenarde      | 56         | 14 000     | Elst, Everbecq, Michelbeke, Nederbrakel, Opbrakel, Parike, Zegelsem |
| Buggenhout                                |       | Termonde       | 25         | 14 000     | Buggenhout, Opdorp |
| La Pinte                                  |       | Gand           | 18         | 10 000     | La Pinte, Zevergem |
| Deinze                                    | Ville | Gand           | 76         | 28 000     | Deinze, Astene, Bachte-Maria-Leerne, Gottem, Grammene, Meigem, Petegem-aan-de-Leie, Sint-Martens-Leerne, Vinkt, Wontergem, Zeveren                                                              |
| Denderleeuw                               |       | Alost          | 14         | 17 000     | Denderleeuw, Iddergem, Welle |
| Destelbergen                              |       | Gand           | 27         | 17 000     | Destelbergen, Heusden |
| Eeklo                                     | Ville | Eeklo          | 30         | 19 000     | Eeklo |
| Erpe-Mere                                 |       | Alost          | 34         | 19 000     | Aaigem, Bambrugge, Burst, Erondegem, Erpe, Mere, Ottergem, Vlekkem |
| Evergem                                   |       | Gand           | 75         | 31 000     | Evergem, Sleidinge, Ertvelde |
| Gand (Gent)                               | Ville | Gand           | 156        | 226 000    | Gand, Afsnee, Desteldonk, Tronchiennes, Gentbrugge, Ledeberg, Mariakerke, Mendonk, Mont-Saint-Amand, Oostakker, Westrem-Saint-Denis, Winkel-Sainte-Croix, Wondelgem, Zwijnaarde                 |
| Gavere                                    |       | Gand           | 31         | 12 000     | Gavere, Asper, Baaigem, Dikkelvenne, Semmerzake, Vurste |
| Grammont (Geraardsbergen)                 | Ville | Alost          | 80         | 31 000     | Grammont, Goeferdinge, Moerbeke, Nederboelare, Onkerzele, Ophasselt, Overboelare, Viane, Zarlardinge, Grimminge, Idegem, Nieuwenhoven, Schendelbeke, Smeerebbe-Vloerzegem, Waarbeke, Zandbergen |
| Haaltert                                  |       | Alost          | 30         | 17 000     | Haaltert, Denderhautem, Heldergem, Kerksken |
| Hamme                                     |       | Termonde       | 40         | 23 000     | Hamme, Moerzeke |
| Hautem-Saint-Liévin Sint-Lievens-Houtem   |       | Alost          | 27         | 9 000      | Hautem-Saint-Liévin, Vlierzele, Letterhoutem, Bavegem, Zonnegem |
| Herzele                                   |       | Alost          | 47         | 16 000     | Herzele, Hillegem, Saint-Antelinkx, Essche-Saint-Liévin, Steenhuize-Wijnhuize, Woubrechtegem, Ressegem, Borsbeke                                                                                |
| Horebeke                                  |       | Audenarde      | 11         | 2 000      | Hoorebeke-Saint-Corneille, Hoorebeke-Sainte-Marie |
| Kaprijke                                  |       | Eeklo          | 34         | 6 000      | Kaprijke, Lembeke |
| Kluisbergen                               |       | Audenarde      | 30         | 6 000      | Berchem, Quaremont, Ruien, Zulzeke |
| Knesselare                                |       | Gand           | 37         | 8 000      | Knesselare, Ursel |
| Kruibeke                                  |       | Saint-Nicolas  | 33         | 15 000     | Kruibeke, Bazel, Rupelmonde |
| Kruishoutem                               |       | Audenarde      | 47         | 8 000      | Kruishoutem, Nokere, Wannegem-Lede |
| Laerne                                    |       | Termonde       | 32         | 12 000     | Laerne, Kalken |
| Laethem-Saint-Martin (Sint-Martens-Latem) |       | Gand           | 14         | 8 000      | Laethem-Saint-Martin, Deurle |
| Lebbeke                                   |       | Termonde       | 27         | 17 000     | Lebbeke, Denderbelle, Wieze |
| Lede                                      |       | Alost          | 30         | 17 000     | Lede, Impe, Oordegem, Smetlede, Wanzele |
| Lierde                                    |       | Audenarde      | 26         | 6 000      | Deftinge, Hemelveerdegem, Lierde-Sainte-Marie, Lierde-Saint-Martin |
| Lochristi                                 |       | Gand           | 60         | 19 000     | Lochristi, Beervelde, Zaffelare, Zeveneken |
| Lokeren                                   | Ville | Nicolas        | 67         | 37 000     | Lokeren, Eksaarde, Daknam |
| Lovendegem                                |       | Gand           | 19         | 9 000      | Lovendegem, Vinderhoute |
| Maarkedal                                 |       | Audenarde      | 46         | 6 000      | Etikhove, Maarke-Kerkem, Nukerke, Escornaix |
| Maldegem                                  |       | Eeklo          | 95         | 22 000     | Maldegem, Adegem, Middelburg |
| Melle                                     |       | Gand           | 15         | 11 000     | Melle, Gontrode |
| Merelbeke                                 |       | Gand           | 37         | 22 000     | Merelbeke, Bottelare, Lemberge, Melsen, Munte, Schelderode |
| Moerbeke                                  |       | Gand           | 38         | 6 000      | Moerbeke |
| Nazareth                                  |       | Gand           | 35         | 11 000     | Nazareth, Eke |
| Nevele                                    |       | Gand           | 52         | 11 000     | Nevele, Hansbeke, Landegem, Merendree, Poesele, Vosselare |
| Ninove                                    | Ville | Alost          | 73         | 35 000     | Ninove, Appelterre-Eichem, Denderwindeke, Lieferinge, Nederhasselt, Okegem, Voorde, Pollare, Meerbeke, Neigem, Aspelare, Outer                                                                  |
| Oosterzele                                |       | Gand           | 43         | 13 000     | Oosterzele, Balegem, Gijzenzele, Landskouter, Moortsele, Scheldewindeke |
| Renaix (Ronse)                            | Ville | Audenarde      | 34         | 24 000     | Renaix |
| Saint-Gilles-Waes (Sint-Gillis-Waas)      |       | Saint-Nicolas  | 55         | 17 000     | Sint-Gillis-Waas, La Clinge, Meerdonk, Saint-Paul |
| Saint-Laurent                             |       | Eeklo          | 75         | 7 000      | Saint-Laurent, Watervliet, Saint-Jean-in-Eremo, Sainte-Marguerite, Waterland-Oudeman |
| Saint-Nicolas (Sint-Niklaas)              | Ville | Saint-Nicolas  | 84         | 68 000     | Sinaai, Nieuwkerken-Waas, Belsele |
| Stekene                                   |       | Saint-Nicolas  | 45         | 17 000     | Stekene, Kemzeke |
| Tamise (Temse)                            |       | Saint-Nicolas  | 40         | 26 000     | Tamise, Elversele, Steendorp, Tielrode |
| Termonde (Dendermonde)                    | Ville | Termonde       | 56         | 43 000     | Termonde, Appels, Baasrode, Grembergen, Mespelare, Audeghem, Schoonaarde, Saint-Gilles-lez-Termonde                                                                                             |
| Wachtebeke                                |       | Gand           | 35         | 7 000      | Wachtebeke |
| Waarschoot                                |       | Gand           | 22         | 8 000      | Waarschoot |
| Waasmunster                               |       | Termonde       | 32         | 10 000     | Waasmunster |
| Wetteren                                  |       | Termonde       | 37         | 23 000     | Wetteren, Massemen, Westrem |
| Wichelen                                  |       | Termonde       | 23         | 11 000     | Wichelen, Schellebelle, Serskamp |
| Wortegem-Petegem                          |       | Audenarde      | 42         | 6 000      | Elsegem, Moregem, Ooike, Petegem-aan-de-Schelde, Wortegem |
| Zele                                      |       | Termonde       | 33         | 20 000     | Zele |
| Zelzate                                   |       | Eeklo          | 14         | 12 000     | Zelzate |
| Zingem                                    |       | Audenarde      | 24         | 7 000      | Zingem, Huise, Ouwegem |
| Zomergem                                  |       | Gand           | 39         | 8 000      | Zomergem, Oostwinkel, Ronsele |
| Zottegem                                  | Ville | Alost          | 57         | 25 000     | Zottegem, Elene, Erwetegem, Godveerdegem, Grotenberge, Leeuwergem, Sint-Goriks-Oudenhove, Strijpen, Velzeke-Ruddershove, Oombergen, Sint-Maria-Oudenhove                                        |
| Zulte                                     |       | Gand           | 33         | 15 000     | Zulte, Machelen, Olsene |
| Zwalin (Zwalm)                            |       | Audenarde      | 34         | 8 000      | Beerlegem, Dikkele, Hundelgem, Meilegem, Munkzwalm, Paulatem, Roborst, Rozebeke, Boucle-Saint-Blaise, Boucle-Saint-Denis, Laethem-Sainte-Marie, Nederzwalm-Hermelgem                            |